# 須藤澄玲
須藤 澄玲（すとう すみれ、1997年11月12日 - ）は、神奈川県横浜市出身の女性フィギュアスケート選手(ペア)。パートナーはフランシス・ブードロー＝オデ、コンスタンティン・チジコフ。
2015年、2016年全日本選手権優勝。

## 経歴
神奈川県横浜市出身。横浜英和女学院中学校卒業。東京インターハイスクール在学中。
2013-2014シーズン、コンスタンティン・チジコフとペアを結成。全日本選手権のジュニアクラスで優勝。チャレンジカップで4位となり、初出場の世界ジュニア選手権では12位となる。2014-2015シーズン、ISUジュニアグランプリシリーズに初参戦しJGPチェコスケートで6位となる。その後、チジコフとペアを解散。
2015-2016シーズン、新たにフランシス・ブードロー＝オデとペアを結成。初戦のゴールデンスピンで7位となり、全日本選手権で優勝を果たす。年明け早々に行われたネスレ杯では国際大会で初めて優勝する。初出場となった世界選手権ではSPで22位となりFSに進めなかった。
2016-2017シーズン、グランプリシリーズに参戦。母国開催のNHK杯では、最下位の7位ではあるものの自己ベストを大幅に更新した。世界選手権SPでは自身初となるSP60点台の自己ベストを出すが、前年よりSP通過ラインが大幅に上昇し、17位で大会を終えた。
2017-2018シーズン、全日本選手権は体調不良で欠場。2018年3月4日、ブードロー＝オデが日本所属を離れることを発表し、ペアは解散となった。

## 主な戦績
- 2014-2015シーズンまではコンスタンティン・チジコフとのペア
- 2015-2016シーズンからはフランシス・ブードロー＝オデとのペア

| 大会/年            | 2013-14 | 2014-15 | 2015-16 | 2016-17 | 2017-18 |
| ------------------ | ------- | ------- | ------- | ------- | ------- |
| 世界選手権         |         |         | 22      | 17      |         |
| 四大陸選手権       |         |         | 9       | 10      |         |
| 世界国別対抗戦     |         |         |         | T1 / P6 |         |
| 全日本選手権       |         |         | 1       | 1       |         |
| GPロステレコム杯   |         |         |         |         | 8       |
| GP NHK杯           |         |         |         | 7       | 7       |
| CSネーベルホルン杯 |         |         |         |         | 11      |
| CS USクラシック    |         |         |         | 4       | 8       |
| CSゴールデンスピン |         |         | 7       |         |         |
| ネスレ杯           |         |         | 1       | 1       |         |
| 世界Jr.選手権      | 12      |         |         |         |         |
| 全日本選手権       | 1 J     |         |         |         |         |
| JGPチェコスケート  |         | 6       |         |         |         |
| チャレンジカップ   | 4 J     |         |         |         |         |

### 詳細
| 2017-2018 シーズン    |                                                                               |          |          |           |
| 開催日                | 大会名                                                                        | SP       | FS       | 結果      |
| 2017年11月10日 - 12日 | ISUグランプリシリーズNHK杯（大阪）                                            | 7 51.69  | 7 104.83 | 7 156.52  |
| 2017年10月20日 - 22日 | ISUグランプリシリーズロステレコム杯（モスクワ）                               | 8 48.93  | 8 87.87  | 8 136.80  |
| 2017年9月27日 - 30日  | ISUチャレンジャーシリーズネーベルホルン杯（オーベルストドルフ）               | 11 54.36 | 14 94.06 | 11 148.42 |
| 2017年9月13日 - 17日  | ISUチャレンジャーシリーズUSインターナショナルクラシック（ソルトレイクシティ） | 8 50.60  | 8 103.00 | 8 153.60  |

| 2016-2017 シーズン     |                                                                                |          |          |                   |
| 開催日                 | 大会名                                                                         | SP       | FS       | 結果              |
| 2017年4月20日 - 23日   | 2017年世界フィギュアスケート国別対抗戦（東京）                                 | 6 54.84  | 6 97.57  | 1 団体 （152.41） |
| 2017年3月27日 - 4月2日 | 2017年世界フィギュアスケート選手権（ヘルシンキ）                               | 17 61.70 | -        | 17                |
| 2017年2月14日 - 19日   | 2017年四大陸フィギュアスケート選手権（江陵）                                   | 10 58.14 | 9 106.82 | 10 164.96         |
| 2016年12月22日 - 25日  | 第85回全日本フィギュアスケート選手権（門真）                                   | 1 56.96  | 1 103.29 | 1 160.25          |
| 2016年11月25日 - 27日  | ISUグランプリシリーズ NHK杯（札幌）                                            | 6 52.65  | 7 109.20 | 7 161.85          |
| 2016年9月14日 - 17日   | ISUチャレンジャーシリーズ USインターナショナルクラシック（ソルトレイクシティ） | 4 44.48  | 4 78.16  | 4 122.64          |

| 2015-2016 シーズン     |                                                        |          |          |          |
| 開催日                 | 大会名                                                 | SP       | FS       | 結果     |
| 2016年4月22日 - 24日   | 2016年コーセー・チームチャレンジカップ（スポケーン）   | -        | 6 100.78 | 3 団体   |
| 2016年3月26日 - 4月3日 | 2016年世界フィギュアスケート選手権（ボストン）         | 22 38.50 | -        | 22       |
| 2016年2月16日 - 21日   | 2016年四大陸フィギュアスケート選手権（台北）           | 9 52.70  | 9 92.63  | 9 145.33 |
| 2016年1月6日 - 10日    | 2016年メンターネスレネスクイックトルン杯（トルン）     | 1 55.69  | 1 104.36 | 1 160.05 |
| 2015年12月24日 - 27日  | 第84回全日本フィギュアスケート選手権（札幌）           | 1 53.31  | 1 96.24  | 1 149.55 |
| 2015年12月2日 - 5日    | ISUチャレンジャーシリーズ ゴールデンスピン（ザグレブ） | 8 46.62  | 7 90.44  | 7 137.06 |

| 2014-2015 シーズン |                                                      |         |         |         |
| 開催日             | 大会名                                               | SP      | FS      | 結果    |
| 2014年9月3日 - 7日 | ISUジュニアグランプリ チェコスケート（オストラヴァ） | 7 32.41 | 6 64.14 | 7 96.55 |

| 2013-2014 シーズン    |                                                                 |          |          |           |
| 開催日                | 大会名                                                          | SP       | FS       | 結果      |
| 2014年3月10日 - 16日  | 2014年世界ジュニアフィギュアスケート選手権（ソフィア）          | 13 39.70 | 13 67.71 | 12 107.41 |
| 2014年3月6日 - 9日    | 2014年チャレンジカップ ジュニアクラス（ハーグ）                 | 4 44.22  | 4 67.01  | 4 109.42  |
| 2013年12月20日 - 23日 | 第82回全日本フィギュアスケート選手権 ジュニアクラス（さいたま） | 1 39.74  | 1 71.61  | 1 111.35  |

## プログラム使用曲
| シーズン  | SP                                                                        | FS                                                                                 | EX                                                                   |
| --------- | ------------------------------------------------------------------------- | ---------------------------------------------------------------------------------- | -------------------------------------------------------------------- |
| 2017-2018 | さくら 作曲：森山直太朗 演奏：アンドレ・リュウ 振付：ジュリー・マルコット | ビートルズ メドレー 振付：ジュリー・マルコット                                     |                                                                      |
| 2016-2017 | さくら 作曲：森山直太朗 演奏：アンドレ・リュウ 振付：ジュリー・マルコット | 映画『シェルブールの雨傘』より 作曲：ミシェル・ルグラン 振付：ジュリー・マルコット | ばら色の人生 演奏：ルイ・アームストロング 振付：ジュリー・マルコット |
| 2015-2016 | ばら色の人生 演奏：ルイ・アームストロング 振付：ジュリー・マルコット      | 映画『シェルブールの雨傘』より 作曲：ミシェル・ルグラン 振付：ジュリー・マルコット | A Sky Full Of Stars 曲：コールドプレイ                               |
| 2014-2015 | The Way You Look Tonight 作曲：ジェローム・カーン                         | ピアノ協奏曲第5番『皇帝』 作曲：ルートヴィヒ・ヴァン・ベートーヴェン               |                                                                      |
| 2013-2014 | 映画『SAYURI』サウンドトラックより 作曲：ジョン・ウィリアムズ             | ピアノ協奏曲第5番『皇帝』 作曲：ルートヴィヒ・ヴァン・ベートーヴェン               |                                                                      |